# Боссьєр (округ)
Шаблон:StateAbbr_ 32°41′ пн. ш. 93°36′ зх. д. / 32.68° пн. ш. 93.6° зх. д.
Округ  Боссьєр (англ. Bossier Parish) — округ (парафія) у штаті  Луїзіана, США. Ідентифікатор округу 22015.

## Історія
Парафія утворена 1843 року.

## Демографія
За даними перепису 
2000 року 
загальне населення округу становило 98310 осіб, зокрема міського населення було 70845, а сільського — 27465.
Серед мешканців округу чоловіків було 48175, а жінок — 50135. В окрузі було 36628 домогосподарств, 26627 родин, які мешкали в 40286 будинках.
Середній розмір родини становив 3,09.
Віковий розподіл населення поданий у таблиці:
| Стать    | До 15 років | 15-21 | 22-29 | 30-39 | 40-49 | 50-65 | 65-85 | Понад 85 |
| -------- | ----------- | ----- | ----- | ----- | ----- | ----- | ----- | -------- |
| Чоловіки | 11678       | 5459  | 5336  | 7485  | 7236  | 6749  | 3980  | 252      |
| Жінки    | 11192       | 4835  | 5394  | 7797  | 7444  | 7446  | 5276  | 751      |

## Суміжні округи
- Лафаєтт, Арканзас — північ
- Вебстер — схід
- Б'єнвіль — південний схід
- Ред-Ривер — південь
- Каддо — захід
- Міллер, Арканзас — північний захід

## Виноски
1. ↑  U.S. Decennial Census. United States Census Bureau. Архів оригіналу за 26 квітня 2015. Процитовано 20 серпня 2014.
2. ↑  Historical Census Browser. University of Virginia Library. Архів оригіналу за 11 серпня 2012. Процитовано 20 серпня 2014.
3. ↑  Population of Counties by Decennial Census: 1900 to 1990. United States Census Bureau. Архів оригіналу за 15 вересня 2014. Процитовано 20 серпня 2014.
4. ↑  Census 2000 PHC-T-4. Ranking Tables for Counties: 1990 and 2000 (PDF). United States Census Bureau. Архів оригіналу (PDF) за 18 грудня 2014. Процитовано 20 серпня 2014.
5. ↑  Bossier Parish, Louisiana. quickfacts.census.gov. Архів оригіналу за 7 липня 2011. Процитовано 21 листопада 2012.(англ.) Наведено за англійською вікіпедією.
6. ↑  American FactFinder. Бюро перепису населення США. Архів оригіналу за 26 лютого 2012. Процитовано 31 січня 2008. [Архівовано 2008-05-21 у Wayback Machine.]

| США | Це незавершена стаття з географії США. Ви можете допомогти проєкту, виправивши або дописавши її. |